# Filodrillia lacteola
Filodrillia lacteola is een slakkensoort uit de familie van de Borsoniidae. De wetenschappelijke naam van de soort is voor het eerst geldig gepubliceerd in 1909 door Verco.